# Trichocolletes dowerinensis
Trichocolletes dowerinensis là một loài Hymenoptera trong họ Colletidae. Loài này được Rayment mô tả khoa học năm 1931.

## Hình ảnh

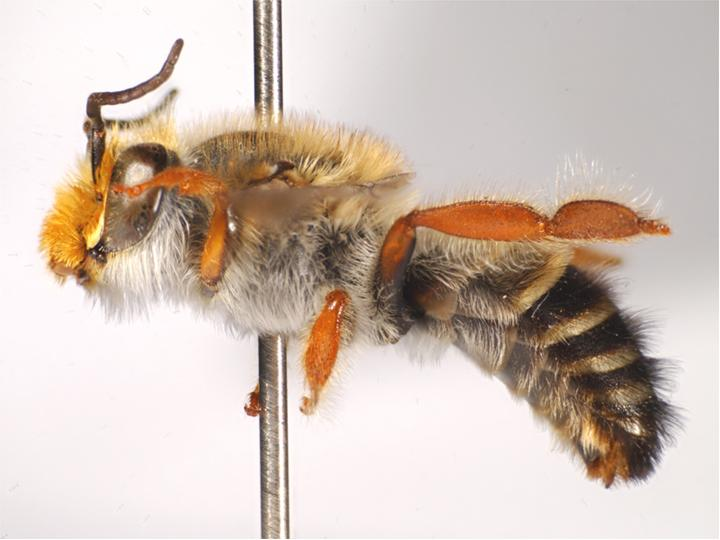